# Major League Soccer (2005)
Major League Soccer w roku 2005 był dziesiątym sezonem tych rozgrywek. Po raz drugi w historii mistrzem MLS został klub Los Angeles Galaxy, natomiast wicemistrzem New England Revolution.

## Sezon zasadniczy

### Konferencja Wschodnia
| #  | Drużyna                | M  | Z  | R  | P  | Bramki | Punkty | Uwagi    |
| -- | ---------------------- | -- | -- | -- | -- | ------ | ------ | -------- |
| 1. | New England Revolution | 32 | 17 | 8  | 7  | 55:37  | 59     | Play Off |
| 2. | D.C. United            | 32 | 16 | 6  | 10 | 58:37  | 54     | Play Off |
| 3. | Chicago Fire           | 32 | 15 | 4  | 13 | 49:50  | 49     | Play Off |
| 4. | MetroStars             | 32 | 12 | 11 | 9  | 53:49  | 47     | Play Off |
| 5. | Kansas City Wizards    | 32 | 11 | 12 | 9  | 52:44  | 45     |          |
| 6. | Columbus Crew          | 32 | 11 | 5  | 16 | 34:45  | 38     |          |

### Konferencja Zachodnia
| #  | Drużyna              | M  | Z  | R  | P  | Bramki | Punkty | Uwagi    |
| -- | -------------------- | -- | -- | -- | -- | ------ | ------ | -------- |
| 1. | San Jose Earthquakes | 32 | 18 | 10 | 4  | 53:31  | 64     | Play Off |
| 2. | FC Dallas            | 32 | 13 | 9  | 10 | 52:44  | 48     | Play Off |
| 3. | Colorado Rapids      | 32 | 13 | 6  | 13 | 40:37  | 45     | Play Off |
| 4. | Los Angeles Galaxy   | 32 | 13 | 6  | 13 | 44:45  | 45     | Play Off |
| 5. | Real Salt Lake       | 32 | 5  | 5  | 22 | 30:65  | 20     |          |
| 6. | Chivas USA           | 32 | 4  | 6  | 22 | 31:67  | 18     |          |

Aktualne na 27 marca 2018. Źródło:
Zasady ustalania kolejności: 1. liczba zdobytych punktów; 2. różnica zdobytych bramek; 3. większa liczba zdobytych bramek.

## Play off
W ćwierćfinale rozgrywano dwumecze, nie obowiązywała zasada bramek na wyjeździe. Półfinały i finał rozgrywano w formie pojedynczego meczu. Gdy rywalizacja w dwumeczu ćwierćfinałowym jak i w meczach półfinałowych lub finałowym był remis, rozgrywano dogrywkę 2 x 15 minut. W dogrywce obowiązywała zasada złotej bramki.

### Ćwierćfinał

#### Para nr 1
| 122 października 2005                   | MetroStars             | 1:0   | New England Revolution |                                                                                       |
|                                         | Ricardo Valenzuela 34' | (1:0) |                        | Giants Stadium, East Rutherford, New Jersey Widzów: 10 003 Sędzia: Ricardo Valenzuela |
| Seth Stammler 41' · Youri Djorkaeff 74' | 43' Shalrie Joseph     | (1:0) |                        | Giants Stadium, East Rutherford, New Jersey Widzów: 10 003 Sędzia: Ricardo Valenzuela |

| 229 października 2005 | New England Revolution                              | 3:1   | MetroStars          |                                                                            |
|                       | José Cancela 68' · Pat Noonan 73' · Khano Smith 83' | (0:0) | 59' Youri Djorkaeff | Foxboro Stadium, Foxborough, Massachusetts Widzów: 9 581 Sędzia: Bran Hall |
| Daniel Hernández 31'  |                                                     | (0:0) |                     | Foxboro Stadium, Foxborough, Massachusetts Widzów: 9 581 Sędzia: Bran Hall |

Dwumecz wygrało New England Revolution wynikiem 3:2.

#### Para nr 2
| 121 października 2005 | Chicago Fire                                                  | 0:0   | D.C. United |                                                                    |
|                       |                                                               | (0:0) |             | Soldier Field, Chicago, Illinois Widzów: 11 493 Sędzia: Brian Hall |
| C.J. Brown 24'        | 28' Dema Kovalenko · 31' Santino Quaranta · 47' Brian Carroll | (0:0) |             | Soldier Field, Chicago, Illinois Widzów: 11 493 Sędzia: Brian Hall |

| 230 października 2005                                                     | D.C. United         | 0:4 | Chicago Fire                                                   |                                                                                   |
|                                                                           |                     |     | 10' Jack Stewart · 37', 45+5' Iván Guerrero · 67' Jesse Marsch | Robert F. Kennedy Memorial Stadium, Waszyngton Widzów: 20 089 Sędzia: Kevin Scott |
| Ben Olsen 21' · Christian Gómez 55' · Lucio Filomeno 71' · Freddy Adu 80' | 52' Gonzalo Segares |     |                                                                | Robert F. Kennedy Memorial Stadium, Waszyngton Widzów: 20 089 Sędzia: Kevin Scott |

Dwumecz wygrało Chicago Fire wynikiem 4:0.

#### Para nr 3
| 123 października 2005                                                            | Los Angeles Galaxy                                        | 3:1   | San Jose Earthquakes |                                                                                       |
|                                                                                  | Hérculez Gómez 13' · Landon Donovan 39', 87'              | (2:0) | 68' Ricardo Clark    | Dignity Health Sports Park, Carson, Kalifornia Widzów: 17 466 Sędzia: Abiodun Okulaja |
| Paulo Nagamura 33' · Todd Dunivant 68' · Chris Albright 71' · Hérculez Gómez 79' | 12' Wade Barrett · 26' Ricardo Clark · 63' Eddie Robinson | (2:0) |                      | Dignity Health Sports Park, Carson, Kalifornia Widzów: 17 466 Sędzia: Abiodun Okulaja |

| 229 października 2005              | San Jose Earthquakes | 1:1   | Los Angeles Galaxy |                                                                                     |
|                                    | Brian Ching 42'      | (1:0) | 67' Ned Grabavoy   | Spartan Stadium, San Jose (Kalifornia), Kalifornia Widzów: 17 824 Sędzia: Alex Prus |
| Kelly Gray 44' · Ricardo Clark 89' |                      | (1:0) |                    | Spartan Stadium, San Jose (Kalifornia), Kalifornia Widzów: 17 824 Sędzia: Alex Prus |

Dwumecz wygrało Los Angeles Galaxy wynikiem 4:2.

#### Para nr 4
| 122 października 2005 | Colorado Rapids                       | 0:0   | FC Dallas |                                                                                             |
|                       |                                       | (0:0) |           | Sports Authority Field at Mile High, Denver, Kolorado Widzów: 9 625 Sędzia: Michael Kennedy |
| Kyle Beckerman 29'    | 65' Steve Jolley · 74' Ronnie O’Brien | (0:0) |           | Sports Authority Field at Mile High, Denver, Kolorado Widzów: 9 625 Sędzia: Michael Kennedy |

| 229 października 2005                                                   | FC Dallas                                                                                        | 2:2 k. 4:5                                                                                 | Colorado Rapids                             |                                                                    |
|                                                                         | Carlos Ruiz 67', 105'                                                                            | (0:1, k. 4:5)                                                                              | 19' Jeff Cunningham · 106' Ritchie Kotschau | Toyota Stadium, Frisco, Teksas Widzów: 10 104 Sędzia: Terry Vaughn |
| Bobby Rhine 57' · Simo Valakari 63' · Chris Gbandi 90+2'                | 48' Pablo Mastroeni · 58' Alain N’Kong · 68' Eric Denton · 90+1' Joe Cannon · 92' Jovan Kirovski | (0:1, k. 4:5)                                                                              |                                             | Toyota Stadium, Frisco, Teksas Widzów: 10 104 Sędzia: Terry Vaughn |
| · Carlos Ruiz · Ramón Núñez · Óscar Pareja · Greg Vanney · Roberto Miña | Rzuty karne                                                                                      | · Pablo Mastroeni · Jovan Kirovski · Jeff Cunningham · Terry Cooke · Jean-Philippe Peguero |                                             | Toyota Stadium, Frisco, Teksas Widzów: 10 104 Sędzia: Terry Vaughn |

W dwumeczu padł remis 2:2. O awansie zdecydował konkurs rzutów karnych który wygrało Colorado Rapids wynikiem 5:4.

### Półfinał
| 15 listopada 2005   | Colorado Rapids                       | 0:2   | Los Angeles Galaxy      |                                                                                         |
|                     |                                       | (0:1) | 28', 88' Landon Donovan | Sports Authority Field at Mile High, Denver, Kolorado Widzów: 12 789 Sędzia: Brian Hall |
| Pablo Mastroeni 22' | 25' Ugo Ihemelu · 71' Tyrone Marshall | (0:1) |                         | Sports Authority Field at Mile High, Denver, Kolorado Widzów: 12 789 Sędzia: Brian Hall |

| 26 listopada 2005 | New England Revolution                                                                                                | 1:0   | Chicago Fire |                                                                                |
|                   | Clint Dempsey 4' | (1:0) |              | Foxboro Stadium, Foxborough, Massachusetts Widzów: 18 118 Sędzia: Terry Vaughn |
|                   | 27' Nate Jaqua · 73' Chad Barrett · 80' Jesse Marsch · 83' Gonzalo Segares · 89' Samuel Caballero · 90+2' Andy Herron | (1:0) |              | Foxboro Stadium, Foxborough, Massachusetts Widzów: 18 118 Sędzia: Terry Vaughn |

### Finał
| 13 listopada 2005 | New England Revolution                                                                          | 0:1 (pd.)  | Los Angeles Galaxy                                                                                     |                                                                   |
| 12:30             |                                                                                                 | (0:0, 0:0) | 105' Guillermo Ramírez                                                                                 | Toyota Stadium, Frisco, Teksas Widzów: 21 193 Sędzia: Kevin Stott |
| 12:30             | Daniel Hernández 15' · Joe Franchino 22' · Shalrie Joseph 37' · James Riley 54' · Jay Heaps 76' | (0:0, 0:0) | 33' Todd Dunivant · 56' Paulo Nagamura · 69' Tyrone Marshall · 78' Hérculez Gómez · 81' Chris Albright | Toyota Stadium, Frisco, Teksas Widzów: 21 193 Sędzia: Kevin Stott |